# Amīr Zakarīā
Amīr Zakarīā (persiska: امیر زکریا, Amīr Zakarīyā) är en ort i Iran.   Den ligger i provinsen Östazarbaijan, i den nordvästra delen av landet, 600 km nordväst om huvudstaden Teheran. Amīr Zakarīā ligger 1 401 meter över havet och antalet invånare är 952.
Terrängen runt Amīr Zakarīā är platt åt sydost, men åt nordväst är den kuperad.Runt Amīr Zakarīā är det ganska tätbefolkat, med 56 invånare per kvadratkilometer. Närmaste större samhälle är Shabestar, 13,4 km väster om Amīr Zakarīā. Trakten runt Amīr Zakarīā består i huvudsak av gräsmarker.